# Wangen im Allgäu
Wangen im Allgäu je zgodovinsko mesto na jugovzhodu Baden-Württemberga v Nemčiji. Leži severovzhodno od Bodenskega jezera v Westallgäu. Je drugo največje mesto (prebivalstvo: 26.927 leta 2020) v okrožju Ravensburg in je povezava za okoliške skupnosti. Od leta 1938 do 1972 je bil Wangen okrožni sedež podeželskega okrožja Wangen.

## Geografija
Wangen v Allgäuu leži na severnem bregu reke Obere Argen. Untere Argen teče mimo severozahodnega Wangna in se združuje jugozahodno od mesta z Obere Argen. Današnje mesto oblikuje zgodovinsko mestno jedro in številne bližnje četrti.
Več naselij meji na Wangen. Njihova imena so naslednja: Amtzell, Vogt, Kißlegg, Argenbühl, in Achberg (okrožje Ravensburg), Hergatz in Hergensweiler (okrožje Lindau), in Neukirch (okrožje Bodensee).
Wangen je bil nekoč središče nemške tekstilne industrije pred upadom nemške tekstilne proizvodnje. Danes je tukaj zelo živahna mešanica sektorjev. Sohler Ski je bil edini proizvajalec smuči v Allgäuu s sedežem v Wangenu.
Wangen je kot eno od središč mlekarstva v Allgäuu lokacija nacionalno znanih sirarn, npr. sirarna Allgäu Emmental v Leupolzu in sirarna v Zurwiesu.
Tedenska tržnica, ki obstaja vsaj od 13. stoletja, privablja tudi obiskovalce iz regije. Poteka vsako sredo zjutraj v starem mestnem jedru.
V Wangenu so se cene za lastništvo in najemnine stanovanj dvignile nad povprečje v primerjavi z drugimi skupnostmi v regiji Westallgäu.

### Zavarovana območja
Znotraj mestnega območja je trenutno deset naravnih rezervatov (Argen, Bimisdorfer Mösle, Gießenmoos, Bachholz barje, Epplings hillside bar, Karbachmoos, Krottental-Karbach, Neuravensburger Weiher, Rotasweiher-Degermoos in Teufelding krajinsko varstveno območje) in sedem krajinskih območij pokrajine med Amtzellom in Vogtom ter Karbachtalom).
Poleg tega je v Wangnu več podobmočij območij mokrišč blizu Waldburga in Kißlegga, Untere Argen in stranskih dolin ter Obere Argen in stranskih dolin ter zavetja za ptice Schwarzensee in Kolbenmoos.

## Zgodovina
Mesto je bilo prvič omenjeno leta 815 pod imenom Wangun v samostanski listini.
Leta 1217 je cesar Friderik II. v listini izjavil, da mora Wangen ostati v kraljevih rokah. Leta 1286 je kralj Rudolf I. podelil Wangenu status svobodnega cesarskega mesta.
V poznem srednjem veku je rast mesta okrepila njegova osrednja lokacija na stičišču med Ravensburgom, Lindauom, Leutkirchom in Isnyjem ter rastoča trgovina preko Alp.
Wangenova proizvodnja in izvoz industrijskih izdelkov, zlasti kos in platna, sta mestu prinesla izjemno pozitivno trgovinsko bilanco. Ta presežek denarja je bil porabljen za pridobitev zemljišč zunaj mestnega obzidja, s čimer je Wangen varoval pred gospodarskimi nihanji.
Med nemško mediatizacijo leta 1802 je Wangen izgubil status svobodnega mesta in je bil vključen v Kraljevino Bavarsko; kasneje je leta 1810 zamenjal lastnika v Kraljevino Württemberg.
Leta 1936 je bilo mesto uradno imenovano Wangen in Allgäu.
Od leta 1938 do razpustitve in vključitve v okrožje Ravensburg leta 1972 je bil Wangen glavno mesto podeželskega okrožja Wangen. Leta 1973 je bila zvezna vlada Baden-Württemberga uradno imenovana Wangen za Großen Kreisstadt (veliko okrožno mesto), ker je njegovo prebivalstvo doseglo 20.000.
Leta 1999 je največja poplava v zadnjih 50 letih zgodovine Wangna popolnoma zalila spodnje mesto. Mesto je leta 2006 ponovno poplavila reka Obere Argen.
Med svetovnim prvenstvom FIFA 2006 je reprezentanca Toga prebivala v Wangnu.

## Znamenitosti
Kljub številnim večjim požarom v letih 1539, 1793 in 1858 je stari del mesta še vedno prostor številnih arhitekturnih elementov, ki segajo od tistih iz zgodnjega srednjega veka do tistih iz poznega baroka.
Oberstadtkirche St. Martin (Zgornja mestna cerkev svetega Martina) je župnijska cerkev in eden najstarejših spomenikov v mestu. Že v 9. stoletju je bila na tem mestu (čeprav manjša) cerkev, ki je skozi stoletja doživela več širitev in predelav. Cerkveni stolp je do zvonika zazidan v nepravilnih romanskih oblikah. V romanski slog sega tudi vzhodni dvokapni zid osrednje ladje. Gotski kor je bil zgrajen okoli leta 1386. Ladje so dobile današnjo obliko v 15. stoletju, predelave pa so bile izvedene v 17., 18., 19. in 20. stoletju.
Na koncu Herrenstrasse so Frauentor danes znana tudi kot Ravensburška vrata so glavna znamenitost mesta. Prvič so bila omenjena leta 1472, sedanji videz pa je bil verjetno spremenjen leta 1608. Stavba kaže enoten renesančni značaj z značilnimi vogalnimi stolpi. Drugi ostanki mestnih utrdb so Martinstor ali Lindauer Tor, ki označuje dostop do najstarejšega dela zgornjega mesta in Pfaffenturm, zgrajen v 14. stoletju.
Mestna hiša je bila zgrajena v 15./16. stoletje (nekateri deli prej) in 1719/21 baročno prezidana.
Vredna ogleda je tudi Fidelisbäck, več kot 500 let stara pekarna s sosednjo restavracijo, predvsem zaradi obsežnih fasadnih poslikav Tonija Schöneckerja. Dve hiši nižje je der Walfisch, tradicionalna vinska gostilna, danes kavarna. Upodobitev Jonove zgodbe nad pritličjem je dala ime hiše v času baroka. Posebnost mesta so številni vodnjaki, od katerih so nekatere v zadnjih letih razširili in polepšali s pogosto nasmejanimi skulpturami.
Ogledati si velja še: Haus Sigerist (Herrenstraße 15) kot gotska stopničasta dvokapnica. Ritterhaus (Viteška hiša, Herrenstraße, danes mestna zakladnica) - delo klasicizma Franza Antona Bagnata. Kornhaus – danes mestna knjižnica in gradbena uprava.
Lokalni zgodovinski muzej Heimatmuseum in der Eselmühle je bil odprt leta 1974 v nekdanjem mlinu, ki ga je mesto pridobilo leta 1969. Muzej prikazuje originalne mehanizme mlina poleg zbirk iz različnih obdobij zgodovine mesta.
Skulptura medeninastega čevlja z visoko peto, ki se je – zapuščena pod obokom Pfaffentorja – zdi, da se je zataknila s peto, predstavlja izrek: »Zatakneš se v Wangenu.« Tam je tako lepo.

## V popularni kulturi
- Od leta 1943 do 1945 je Wangen služil kot kulisa za propagandni film Quax in Fahrt (premierno predvajan leta 1953 kot Quax v Afriki) s Heinzom Rühmannom, nadaljevanje filma Quax, der Bruchpilot.
- Od 14. aprila do 13. maja 2004 je mesto z okolico služilo kot prizorišče televizijske serije Tatort (»Bienzle in Sicilianec«, režiser Hartmut Griesmayr).
- The Wangen Juze Tonne e. V je najstarejši avtonomno voden mladinski center v Nemčiji.
- Jugendmusikschule v Wangenu je največja glasbena šola v Baden-Württembergu.
- Od 21. do 23. junija 2013 je v Wangnu potekalo nemško prvenstvo v cestnem kolesarstvu.
- Leta 2024 naj bi v Wangenu potekala državna vrtna razstava zvezne države Baden-Württemberg. V ta namen naj bi vzdolž Argena ustvarili posebno povezavo med območjem ERBA in Auwiesnom na eni strani ter starim mestnim jedrom na drugi strani.

## Pobratena mesta
Wangen im Allgäu je pobraten z:
- La Garenne-Colombes, France
- Prato, Italy